# Cerura intermedia
Cerura intermedia är en fjärilsart som beskrevs av Teich. 1949. Cerura intermedia ingår i släktet Cerura och familjen tandspinnare. Inga underarter finns listade i Catalogue of Life.